# The Forgotten Prisoners
"The Forgotten Prisoners" är en artikel av Peter Benenson publicerad i The Observer den 28 maj 1961 som citerar FN:s deklaration om de mänskliga rättigheternas artiklar 18 och 19.
Benenson skrev artikeln efter att ha hört om två portugisiska studenter som fängslats efter att de skålat för friheten. Artikeln trycktes i flera tidningar i världen och fick stor respons från läsare som började granska övergrepp av mänskliga rättigheter.
Artikeln blev starten för Amnesty International som grundades i London samma år som publiceringen efter Benenson rekryterat en parlamentsledamot från vardera Tory, liberalerna och Labour.